# Rebel Extravaganza
Rebel Extravaganza — четвёртый альбом норвежской блэк-метал-группы Satyricon, вышедший в 1999 году. На Rebel Extravaganza группа радикально изменила свой стиль, отказавшись от фолковых и классических аранжировок в пользу более традиционного гитарного звучания с элементами индастриала.

## История
Rebel Extravaganza записывался с марта по июнь 1999 года в Ambience Studios. Вместе с постоянными участниками группы Сатиром и Фростом, которые исполнили большинство партий, над альбомом работали сессионные музыканты: Гюльве Нагелль aka Fenriz (Darkthrone), Андерс Одден (Cadaver и Apoptygma Berzerk), Снорре Рух aka S. W. Krupp (Thorns) и некоторые другие.
Релиз состоялся в сентябре 1999 года. Было продано более 50 000 копий альбома (альбом оказался на 22 месте норвежских чартов по количеству продаж). Музыкальная пресса также оценила этот альбом: Metal Hammer — 7 из 7 баллов, Rock Hard — 9,5 из 10.

## Стиль
Все критики отмечают радикальную перемену в музыке по сравнению с ранними альбомами Satyricon, последний из которых, Nemesis Divina, вышел за три года до Rebel Extravaganza. В целом в альбоме преобладают песни, построенные на привычном чередовании куплетов и припева и ритмичном гитарном звучании. Характерной чертой стали индустриальные электронные эффекты.
Для фотосессии к альбому был привлечён фотограф, работавший с Бьорк и Blur. Фотосессия проходила в одном из лондонских тоннелей.
Лирика альбома по большей части основана на ненависти к человечеству. Трек «Supersonic Journey» рассказывает про Нострадамуса, а «Havoc Vulture» — про Христа.

## Список композиций
| №                   | Название                 | Длительность |
| ------------------- | ------------------------ | ------------ |
| 1.                  | «Tied in Bronze Chains»  | 10:56        |
| 2.                  | «Filthgrinder»           | 6:39         |
| 3.                  | «Rhapsody in Filth»      | 1:38         |
| 4.                  | «Havoc Vulture»          | 6:45         |
| 5.                  | «Prime Evil Renaissance» | 6:13         |
| 6.                  | «Supersonic Journey»     | 7:49         |
| 7.                  | «End of Journey»         | 2:18         |
| 8.                  | «A Moment of Clarity»    | 6:40         |
| 9.                  | «Down South, Up North»   | 1:13         |
| 10.                 | «The Scorn Torrent»      | 10:23        |
| Общая длительность: | Общая длительность:      | 1:00:34      |

## Участники записи
- Сатир — вокал, гитара, бас-гитара, клавишные
- Фрост — ударные
- Бьорн Боге — бас-гитара на «The Scorn Torrent»
- Bratland — клавишные на «Supersonic Journey»
- Лассе Хофрегер — клавишные на «Havoc Vulture»
- С. В. Крупп — гитара на «A Moment of Clarity», «Filthgrinder» и «The Scorn Torrent»
- Андерс Одден — гитара на «Tied In Bronze Chains», «Prime Evil Renaissance» и «Supersonic Journey»
- Гюльве Нагелль (Fenriz из Darkthrone) — перкуссия на «Prime Evil Renaissance» и «Havoc Vulture»